# 中川聡子
中川 聡子（なかがわ としこ）は、日本の電気工学者。東京都市大学名誉教授。元電気学会会長。日本工学アカデミー会員、日本学術会議会員。経済産業大臣賞、澁澤賞等受賞。

## 人物・経歴
1978年横浜国立大学工学部電気・情報工学科卒業。1980年横浜国立大学大学院工学研究科電気工学専攻修了。スタンフォード大学客員研究員や、横浜国立大学工学部電子･情報工学科助教授、東京電機大学工学部電気工学科教授を経て、2001年国土交通省運輸安全委員会委員、国土交通省運輸安全委員会鉄道部会長代理。2010年東京都市大学工学部電気電子工学科教授。2012年電気学会理事。2013年電気学会副会長、電気学会編修会議議長。2014年国土交通省社会資本整備審議会臨時委員。2015年国土交通省交通政策審議会臨時委員、国土交通省中央建設工事紛争審査会特別委員、マンション基礎ぐい問題国土交通省有識者メンバー、原子力規制庁原子炉安全審査会審査委員。2016年日本AEM学会理事。2017年日本学術会議連携会員。2018年電気学会会長代理・代表理事。2019年電気学会会長。同年経済産業大臣賞（電気保安）、日本AEM学会技術賞（メダル）受賞。2020年東京都市大学名誉教授、第25期日本学術会議会員。2021年日本工学アカデミー会員、日本工学会フェロー、電気学会フェロー。2023年第26期日本学術会議会員。